# Steal This Album!
Steal This Album! af System of a Down blev produceret af Rick Rubin og udgivet 26. november 2002. 
Albummet blev hurtigt udgivet efter mange af de ufærdiggjorte (stjålne) sange endte på internettet under navnet Toxicity 2. Bandet udtrykte deres skuffelse over fansene som lyttede til ufærdiggjort materiale og udgav det færdiggjorte kort tid efter. Dog blev mange lyrikker og deres navne ændret på albummet så de ikke matchede med det stjålne og ufærdiggjorte materiale. Det endte også med nogle af sangene ikke kom med på albummet der i blandt Virginity og Outer Space.
Albummets titel kan perspektiveres til Abbie Hoffmans bog Steal this Book. 

## Sange
1. "Chic 'N' Stu" – 2:23
2. "Innervision" – 2:33
3. "Bubbles" – 1:57
4. "Boom!" – 2:15
5. "Nüguns" – 2:31
6. "A.D.D (American Dream Denial)" – 3:18
7. "Mr. Jack" – 4:11
8. "I-E-A-I-A-I-O" – 3:08
9. "36" – 0:46
10. "Pictures" – 2:07
11. "Highway Song" – 3:15
12. "Fuck the System" – 2:15
13. "Ego Brain" – 2:23
14. "Thetawaves" – 2:39
15. "Roulette" – 3:21
16. "Streamline" – 3:35 (Soundtrack i Scorpion King 2002)

## Stjålne version/ufærdiggjorte (Toxicity 2)
Alle sangene er af Serj Tankian og Daron Malakian medmindre der er andet noteret.
| #  | Sang navn på toxicity                                    | Officielle navn på STA                 | Song af                               |
| -- | -------------------------------------------------------- | -------------------------------------- | ------------------------------------- |
| 1  | "Everytime"                                              | "Boom!"                                |                                       |
| 2  | "Streamline"                                             | "Streamline"                           |                                       |
| 3  | "Virginity" aka "Virgin Tea" or "Cherry"                 |                                        |                                       |
| 4  | "Census" aka "Waiting For You, Ver. 1"                   | "Thetawaves"                           |                                       |
| 5  | "We Don't Give A"                                        | "A.D.D. (American Dream Denial)"       |                                       |
| 6  | "Side Of The Freeway"                                    | "Mr. Jack"                             |                                       |
| 7  | "On My Mind"                                             | "Pictures"                             |                                       |
| 8  | "Want Me To Try"                                         | "Highway Song"                         |                                       |
| 9  | "K.I.T.T." aka "Why?"                                    | "I-E-A-I-A-I-O"                        | Tankian, Dolmayan, Odadjian, Malakian |
| 10 | "Chupa Cabra/Power Struggle"                             | "Bubbles"                              |                                       |
| 11 | "Therapy"                                                | "Chic 'N' Stu"                         |                                       |
| 12 | "Fortress" aka "Outer Space" or "Forever"                |                                        |                                       |
| 13 | "Your Own Pace"                                          | "36"                                   |                                       |
| 14 | "Defy You"                                               | "Nüguns" (samme musik men anden lyrik) |                                       |
| 15 | "Census" (Rougher Version) aka "Waiting For You, Ver. 2" | "Thetawaves"                           |                                       |